# Ferrovia Santo Stefano di Magra-Sarzana
La ferrovia Santo Stefano di Magra-Sarzana è una linea ferroviaria chiusa al traffico, che congiungeva Santo Stefano di Magra con Sarzana tramite un tracciato diverso dalla Pontremolese e dalla ferrovia Genova-Pisa.

## Storia
La linea venne inaugurata il 9 agosto 1897 sotto la gestione delle Società per le Strade Ferrate del Mediterraneo, che la mantenne in esercizio fino al 1905 quando passò all'azienda autonoma delle Ferrovie dello Stato.
Rimase in esercizio come parte del tracciato della ferrovia Pontremolese fino al 2003 quando Rete Ferroviaria Italiana la chiuse al traffico.

## Caratteristiche
| Continuation backward |

| Station on track |

| 0+283     |
| (107+623) |

| Unknown route-map component "CONTgq" | Unknown route-map component "ABZgr" |  |

| Small bridge over water |

|  | Unknown route-map component "eABZg+nl" | Unknown route-map component "exnCONTfq" |

| Unknown route-map component "HSTeBHF" + Unknown route-map component "lBST" |

| Level crossing |

| Unknown route-map component "STRu" |

| Small bridge over water |

| Unknown route-map component "CONTgq" | Unknown route-map component "ABZg+r" |  |

| Unknown route-map component "SKRZ-Ao" |

| Station on track |

| 6+802     |
| (157+495) |

| Continuation forward |

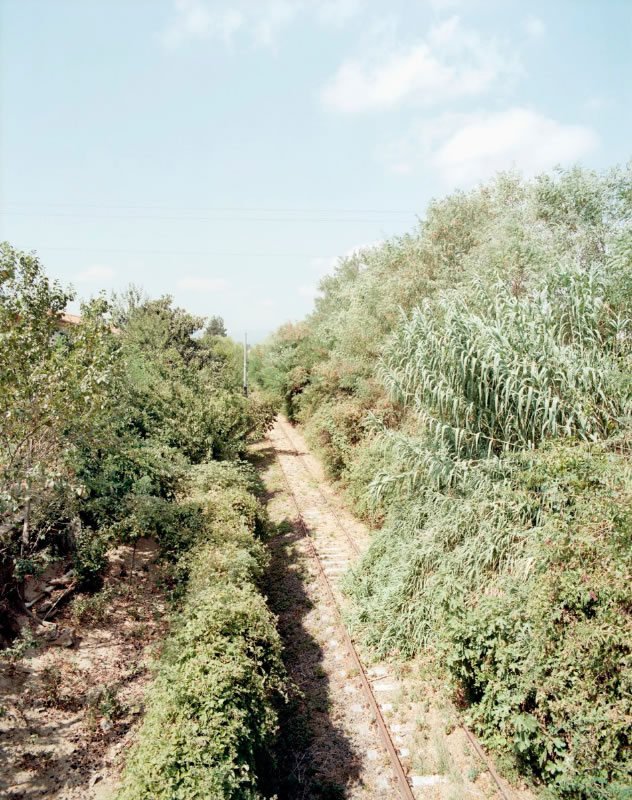
Veduta della linea tra Ponzano Magra e Sarzana

La linea si dirama verso est dalla stazione di Santo Stefano di Magra e, circa 2 km dopo la stazione di Ponzano Magra, gira verso sud, per poi congiungersi alla Genova-Pisa circa 1 chilometro dopo.
La linea, interamente a singolo binario, era elettrificata a 3000 V in corrente continua, attrezzata con blocco elettrico conta-assi (senza SCMT) e gestita dal Dirigente Centrale Operativo di Pisa. Risulta senza traffico dal 2003, sono stati rimossi l'infrastruttura TE e gli impianti di sicurezza della circolazione, anche se risultano ufficialmente presenti mentre il binario risulta ancora integro. La sezione d'innesto della stazione di Santo Stefano di Magra è ancora attiva nel contesto di stazione e viene usata per ricovero rotabili e manovre.